# Echinopepon pringlei
Echinopepon pringlei är en gurkväxtart som beskrevs av Joseph Nelson Rose. Echinopepon pringlei ingår i släktet Echinopepon och familjen gurkväxter. Inga underarter finns listade i Catalogue of Life.